# Miagrammopes intempus
Miagrammopes intempus là một loài nhện trong họ Uloboridae.
Loài này thuộc chi Miagrammopes. Miagrammopes intempus được Arthur Merton Chickering miêu tả năm 1968.